# Krampilan
Krampilan is een bestuurslaag in het regentschap Probolinggo van de provincie Oost-Java, Indonesië. Krampilan telt 2122 inwoners (volkstelling 2010).